# Don't Look Down (The Ozark Mountain Daredevils)
Don't Look Down è il quinto album del gruppo musicale The Ozark Mountain Daredevils, pubblicato dalla A&M Records nel 1977. 

## Tracce
Lato A
1. River to the Sun – 3:25 (John Dillon, Steve Cash)
2. Crazy Lovin' – 3:53 (John Dillon, Steve Cash)
3. Giving It All to the Wind – 4:13 (Larry Lee)
4. The Fox – 2:45 (Steve Cash)
5. Backroads – 3:13 (Steve Canaday)

Lato B
1. Snowbound – 3:30 (John Dillon, Steve Cash)
2. Following the Way That I Feel – 3:35 (Larry Lee)
3. Love Makes the Lover – 3:21 (John Dillon, Steve Cash)
4. True Believer – 4:13 (Larry Lee, Steve Cash)
5. Moon on the Rise – 3:05 (Larry Lee, Steve Cash)
6. Stinghead – 2:09 (Michael Granda)

Edizione CD del 2005, pubblicato dalla New Era Productions Records
1. River to the Sun – 3:26 (John Dillon, Steve Cash)
2. Crazy Lovin' – 3:47 (John Dillon, Steve Cash)
3. Giving It All to the Wind – 4:15 (Larry Lee)
4. The Fox – 2:47 (Steve Cash)
5. Backroads – 3:37 (Steve Canaday)
6. Snowbound – 3:33 (John Dillon, Steve Cash)
7. Following the Way That I Feel – 3:38 (Larry Lee)
8. Love Makes the Lover – 3:23 (John Dillon, Steve Cash)
9. True Believer – 4:16 (Larry Lee, Steve Cash)
10. Moon on the Rise – 3:06 (Larry Lee, Steve Cash)
11. Stinghead – 2:13 (Michael Granda)
12. Sweetwood – 4:31 (John Dillon) – Bonus Track
13. Plainity – 2:34 (Michael Granda) – Bonus Track
14. Valencia Road – 2:53 (Steve Cash) – Bonus Track

## Musicisti
- John Dillon – voce, chitarra, fiddle
- John Dillon – pianoforte (brano: Crazy Lovin')
- Steve Canaday – voce, chitarra, batteria
- Rune Walle – chitarra, sitar, banjo
- Rune Walle – voce solista (brano: Stinghead)
- Jerry Mills – mandolino
- Steve Cash – voce, armonica, percussioni
- Ruell Chappell – voce, tastiere
- Michael Granda – voce, basso, chitarra acustica
- Larry Lee – voce, batteria, chitarra acustica, sintetizzatore[1]